# Somaliland
Il Somaliland (letteralmente "Terra dei Somali"), ufficialmente Repubblica del Somaliland, è uno Stato indipendente dell'Africa orientale senza alcun riconoscimento della comunità internazionale, composto dalle province settentrionali della Somalia. È situato nel Corno d'Africa e compreso tra l'8º e l'11º parallelo a nord dell'equatore e tra i 42°30' e i 49° di longitudine est di Greenwich; occupa l'intera area di quella che fino al 1960 fu la Somalia britannica e che dal 26 giugno al 1º luglio 1960 fu lo Stato del Somaliland. Confina con il Gibuti a ovest, con l'Etiopia a sud e con la Somalia a est.
Le province somale con cui confina il Somaliland, che hanno rivendicato il diritto a costituirsi in Stato autonomo (senza separarsi dalla Somalia), sono il Puntland e il Khatumo, ma in passato sugli stessi territori erano sorti anche il Maakhir e il Northland. La situazione è ancora oggetto di controversia (vedi anche disputa Somaliland-Puntland).
Il Somaliland ha una costa a nord del paese che si estende per 740 km lungo il golfo di Aden.

## Storia
Il Somaliland fu una colonia, conosciuta come Somalia britannica, sotto l'impero britannico dal 1884 fino al 26 giugno 1960, quando ottenne la propria indipendenza dal Regno Unito come Stato del Somaliland. Il 1º luglio 1960 si unì con l'Amministrazione fiduciaria italiana della Somalia per formare la Repubblica Somala.
Tuttavia l'unione non funzionò secondo le aspirazioni di questa regione e lo scoppio di una feroce guerra civile, che dal 1991 in poi ha portato al completo collasso della Somalia, ha permesso al Somaliland di dichiarare la propria indipendenza. Dopo il crollo della Repubblica Democratica Somala, il Somaliland tenne un congresso con il quale decise di ritirarsi dall'unione con la Somalia, attribuendosi una sovranità autonoma.
Abdirahman Ahmed Ali Tur fu il primo presidente del Somaliland; gli succedette, nel 1993, Mohamed Ibrahim Egal. Egal fu confermato nel 1998 e rimase al potere fino alla sua morte, il 3 marzo 2002, quando fu sostituito dal vice presidente Dahir Riyale Kahin. Kahin fu eletto presidente nel 2003, divenendo il primo presidente del Somaliland a essere eletto in libere e regolari elezioni; è stato tuttavia sconfitto nel 2010 da Ahmed Mohamed Mahamoud Silanyo. Dal 13 dicembre 2017 il presidente è Muse Bihi Abdi, vincitore delle elezioni del 13 novembre dello stesso anno.
Il Somaliland, allo stesso modo del Puntland, non è rimasto coinvolto nelle vicende relative alla vittoria delle corti islamiche nella guerra civile in Somalia nel giugno 2006 e alla successiva riconquista delle regioni meridionali da parte delle truppe somale ed etiopi.

### Guerra con il Puntland
Il 15 ottobre 2007 le forze armate del Somaliland hanno preso il controllo della città di Las Anod in una battaglia contro l'esercito del Puntland. I governi di entrambi gli Stati sono pronti a dichiararsi guerra per il controllo della regione, anche se sono in corso colloqui e una mediazione da parte dell'Etiopia e di rappresentanti dell'ONU.

### Riconoscimento internazionale
Il Somaliland intrattiene relazioni politiche senza riconoscimento ufficiale con Regno Unito, Ruanda, Norvegia, Kenya, Etiopia, Irlanda ed Unione europea. Quest'ultima, il 17 gennaio 2007, ha inviato una delegazione per gli affari africani per discutere di una futura cooperazione tra UE e Somaliland. 
L'Unione africana ha inviato, il 29 e 30 gennaio 2007, il proprio ministro degli esteri per discutere, per la prima volta, di un possibile riconoscimento internazionale. Durante tutto il 2007 il Somaliland ha ricevuto delegati da Unione europea, Ghana, Ruanda, Italia, Etiopia, Regno Unito, Kenya e Repubblica Ceca. 
Il 21 novembre 2007 il Somaliland, per la prima volta dalla sua indipendenza, è stato invitato ufficialmente al summit del Commonwealth in Uganda. Il 27 novembre 2007 Annemie Neyts-Uyttebroeck, del partito ALDE, uno dei tre principali dell'Unione europea, ha inviato una lettera a Javier Solana (Alto rappresentante per la Politica Estera e di Sicurezza Comune dell'Unione Europea) e al presidente del Somaliland Dahir Rayale Kahin, nella quale si fa richiesta del riconoscimento ufficiale del Somaliland da parte dell'Unione europea. 
Il 1º gennaio 2024, l’Etiopia firma un memorandum d’intesa con il Somaliland in cambio della facoltà di poter utilizzare i suoi porti. Per questo motivo, in un vertice dell'Unione Africana ad Addis Abeba, il presidente somalo Mohamud ha manifestato il suo timore per una futura annessione da parte dell'Etiopia della regione somala.

## Geografia
Il Somaliland ha una superficie di 137600 km². Confina con Gibuti a ovest, con l'Etiopia a sud e a sud-ovest e con la Somalia a est. I territori a est del Somaliland nel 1998 si sono proclamati stato del Puntland. A nord il Somaliland è delimitato dal golfo di Aden.

## Ordinamento dello Stato

### Suddivisioni amministrative

Le regioni del Somaliland

Nel 2019, la legge sul governo locale approvata nello stesso anno (Legge 23/2019, di seguito denominata "Legge sul governo locale del 2019"), riferisce che "il Somaliland è diviso in sei regioni (articolo 9 della stessa legge)". La legge sul governo locale del 2019 è entrata in vigore il 4 gennaio 2020.
Le regioni (le capitali) e i distretti del Somaliland sono:
- Awdal (Borama)
  - Baki
  - Borama
  - Zeila
  - Lughaya
- Sahil (Berbera)
  - Sheikh
  - Berbera
- Maroodi Jeex (Hargeisa)
  - Gabiley
  - Hargeisa
  - Salahlay
  - Baligubadle
- Togdheer (Burao)
  - Oodweyne
  - Buhoodle
  - Burao
- Sanaag (Erigavo)
  - Garadag
  - El Afweyn
  - Erigavo
  - Lasqoray
- Sool (Las Anod)
  - Aynabo
  - Las Anod
  - Taleh
  - Hudun

Due regioni sono in disputa tra Somaliland e Puntland:
- Sanaag
- Sool

### Città principali
Le maggiori città della repubblica del Somaliland sono:
- Hargheisa, capitale del Somaliland con circa 600 000 abitanti.
- Burao, la seconda più grande città
- Berbera, la città con lo scalo portuale più grande del paese
- Borama, la sede dell'Università Amoud, la prima istituzione post-bellica culturale stabilita in Somalia.
- Erigavo
- Las Anod
- Gabiley
- Zeila
- Odweyne
- Las Gorei
- Baki

### Forze armate
Le forze armate del Somaliland sono il principale apparato militare della non riconosciuta repubblica del Somaliland. Sono presenti tre suddivisioni: esercito, marina, difesa aerea. Inoltre la forza di polizia del Somaliland fa parte delle forze di sicurezza interna e sono subordinate all'esercito. Il personale è composto da circa 20 000 soldati. Le forze armate del Somaliland, comprese la polizia e le forze di sicurezza, assorbono la parte principale del budget del governo. L'attuale responsabile delle Forze Armate del Somaliland è il Ministro della Difesa Mudane Adan Mire Mohammed.
Attrezzature militari furono acquistate durante l'amministrazione di Egal per assicurare il normale adempimento dei compiti militari. L'esercito è organizzato in dodici divisioni che comprendono quattro brigate tank, quarantacinque brigate meccanizzate e di fanteria, quattro brigate commando, una brigata missili terra-aria, tre brigate artiglieria, trecento battaglioni e una difesa aerea.

## Economia

### Valuta
La valuta corrente nel Somaliland è lo scellino del Somaliland (Somaliland shilling) (SlSh). Il tasso di cambio dello scellino contro il dollaro statunitense alla fine di dicembre del 2000 era di 1 $ = 4500 SLSh, nel 2013 è diventato 1 $ = 6800-7000 SLSh.

## Popolazione

### Demografia
Ci sono approssimativamente 6 milioni di persone in Somaliland.
La società somala è organizzata in famiglie dette cabile, il cui numero varia da 5 000 a oltre 50 000 appartenenti. Il principale clan familiare in Somaliland si chiama Isaaq; il secondo clan familiare, a cui appartiene anche la famiglia del presidente, si chiama Gadabuursi. Altri clan sono gli Issa, i Gabooye, gli Harti, gli Uarsangheli e i Reer-Darwiish (un sottogruppo del clan Darod).
Le cabile Uarsangheli e Reer-Darwiish risiedono per la maggior parte nel Sool, nel Sanag e in una piccola parte delle regioni Tug Dair del Somaliland, mentre gli Isaaq vivono nelle regioni di Maroodi Jeex, Tugh Dair, Somalia, a est e a nord di Adal e nella parte ovest di Sanag e di Sool. Il clan Gadabursi vive nell'ovest del Paese, nella regione Adal e nelle parti del distretto Gabiley.

### Religione
Quasi tutti i somali sono musulmani sunniti; l'islam è la principale fede e religione di Stato. Sebbene esistano tracce di una tradizione pre-islamica nel Somaliland l'islam è estremamente importante per il senso di identità nazionale. Molte norme sociali provengono dalla religione: per esempio gli uomini stringono le mani solo con gli uomini e le donne stringono le mani solo con le donne. Molte donne somale indossano la hijab quando sono in pubblico. In più i somali si astengono dal mangiare il maiale, dallo scommettere, dal bere alcol e dal ricevere o pagare ogni forma di interesse. Fanno uso di una droga leggera, simile alle foglie di coca, di nome khat, coltivata in Etiopia, al nord del Kenya e anche nel loro territorio; su base annua la spesa di approvvigionamento ammonta a diversi milioni di dollari USA e copre il fabbisogno del Somaliland e del Puntland con forniture giornaliere via terra e aerea. I musulmani generalmente si riuniscono ogni giorno e in particolare alla sera, il venerdì (giorno festivo) alle ore 12.00 e al pomeriggio per un sermone o in gruppo di preghiera.
La Chiesa cattolica è presente con alcune missioni. In epoca coloniale il Somaliland Britannico rientrava nel territorio del vicariato apostolico del Galla; nel 1937 passò al vicariato apostolico di Mogadiscio (dal 1975 diocesi di Mogadiscio).

### Lingue
Le lingue ufficiali sono: somalo, arabo e inglese.

## Politica

### Politica interna
Il Somaliland è una Repubblica presidenziale. Il paese è in crisi diplomatica con la Somalia.

### Politica esterna
Nel 2022, sotto la presidenza Abdi ha avanzato la richiesta del riconoscimento.

### Riconoscimenti internazionali
- Taiwan (2022)[10]